# RR Lyrae
RR Lyrae ist ein Riesenstern in einer Entfernung von etwa 820 Lichtjahren. Er ist der Prototyp der sogenannten RR-Lyrae-Sterne, welche zu den pulsationsveränderlichen Sternen gehören.
Die besondere Bedeutung der RR-Lyrae-Sterne liegt darin, dass sie sich als Standardkerzen eignen, um Entfernungen zu bestimmen.

## Geschichte
Im Jahre 1901 entdeckte Williamina Fleming, dass der Stern ein veränderlicher Stern ist.
Die Distanz von RR Lyrae war längere Zeit unsicher. Messungen mit dem Hubble-Weltraumteleskop und dem Astrometriesatelliten Hipparcos grenzten den Bereich schließlich auf etwa 850 Lichtjahre ein. Neuere Messungen mit Gaia deuten auf eine Entfernung von 820 Lichtjahren.

## Eigenschaften
Der Stern hat bereits die Rote Riesenphase hinter sich und befindet sich im Stadium des Heliumbrennens im Kern. Nachdem der Stern sich entlang des Horizontalasts im HR-Diagramm bewegt hat, ist er im Instabilitätsstreifen gelandet. Deshalb pulsiert der Stern mit einer Periode von etwa 0,57 Tagen (13,6 Stunden) zwischen einer Magnitude von 7,06 bis 8,12. Dabei schwankt der Radius zwischen 5,1 und 5,6 Sonnenradien (R☉).
Der Stern ist ein sehr alter Stern mit geringer Metallizität und gehört zu den Population-II-Sternen

Periodische Helligkeitsveränderungen bei RR Lyrae (scheinbare visuelle Helligkeit im UBV-System)